# بي. برايان بلير
بي. برايان بلير (بالإنجليزية: Brian Blair)‏ هو مصارع محترف وسياسي أمريكي، ولد في 12 يناير 1957 في غاري في الولايات المتحدة.

## وصلات خارجية
- بي. برايان بلير على موقع IMDb (الإنجليزية)
- بي. برايان بلير على موقع قاعدة بيانات الفيلم (الإنجليزية)
- بي. برايان بلير على موقع WrestlingData.com (الإنجليزية)
- بي. برايان بلير على موقع CageMatch worker (الإنجليزية)
- بي. برايان بلير على موقع قاعدة بيانات المصارعة على الإنترنت (الإنجليزية)
- بي. برايان بلير على موقع عالم المصارعة على الإنترنت (الإنجليزية)

- الموقع الرسمي